# 이미테이션 (웹툰)
이미테이션은 박경란 작가가 카카오페이지에서 연재중인 작품이며 302만명의 독자를 지니고 있는 베스트셀러작품 중 하나이다.
주인공인 티파티 멤버 마하와 샥스의 권력의 좌우충돌이 있었음에도 불구하고 나중에는 연인으로 발전하면서 파파라치와 팬들의 눈을 피해 연애를 다루는 이야기이다. 

## 등장인물

### 티파티 멤버
- 마하
- 현지
- 리아

### 샥스 주요 멤버
- 권력
- 혁이
- 이현
- 재우
- 은조

### 그외 주요 인물
- 퀸엔터-라리마
- 샥스전멤버-은조
- 스파클링-유진